# Pellenz
Die Pellenz ist ein Hügelland im nordwestlichen Teil des Mittelrheinischen Beckens zwischen Mayen im Südwesten und Andernach im Nordosten in Rheinland-Pfalz. Die gleichnamige Verbandsgemeinde umfasst den kompletten Norden der Landschaft.

## Geographie
Zur Pellenz gehören die vorwiegend industriell geprägten Orte Saffig, Kruft, Nickenich, Plaidt und Kretz (Pellenzvulkane, Osten) sowie Niedermendig (heute Mendig), Kottenheim, Thür (Pellenzsenke, Westen) und das ins Maifeld hineinragende Polch (Pellenzhöhe, Süden). Das Gebiet liegt an der Autobahn A 61, A 48 und der Pellenz-Eifel-Bahn.

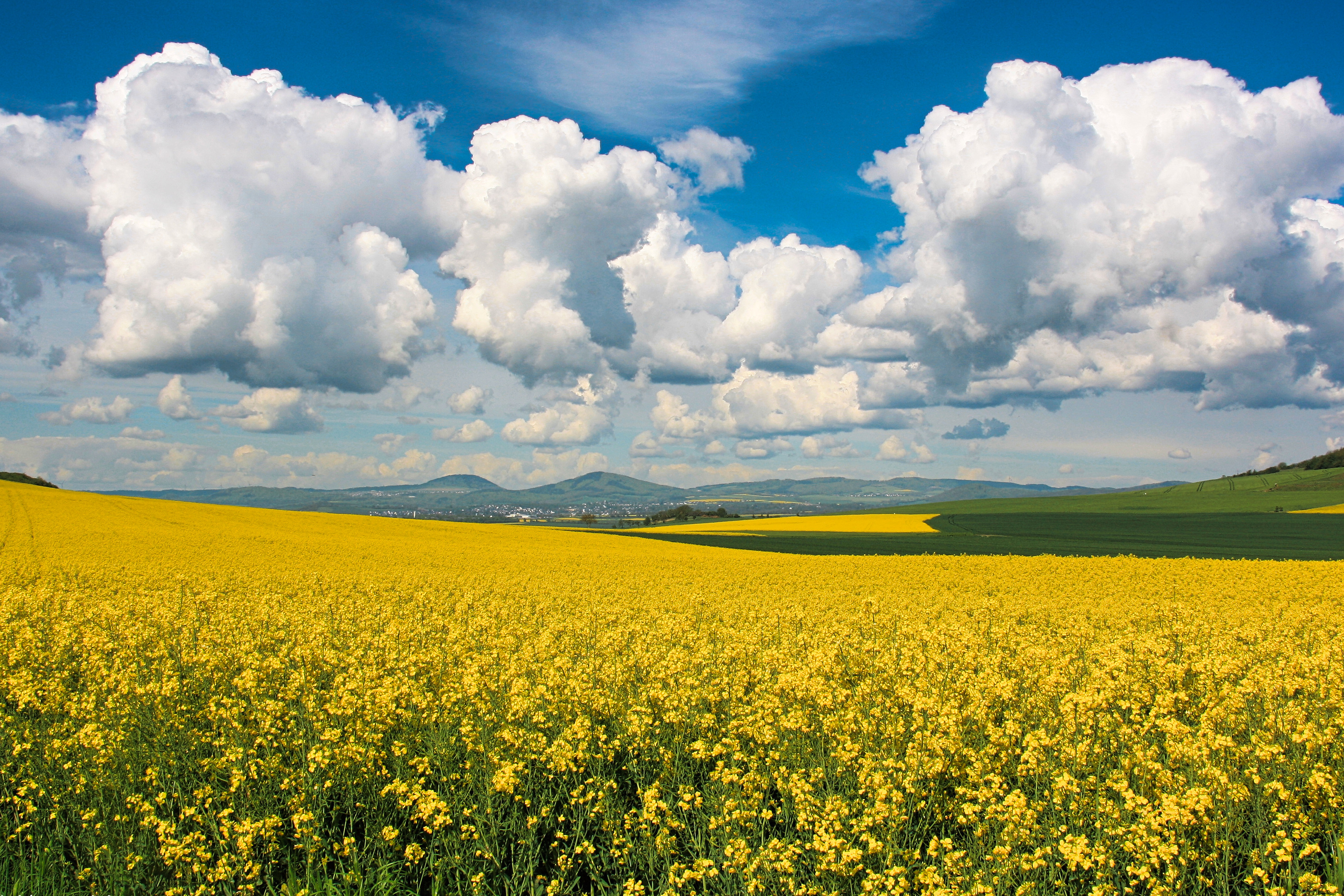

Durch die hügelige und von West nach Ost zum Rhein hin leicht abfallende Landschaft mit ihren einprägsamen Vulkankuppen (die heute zumeist abgebaggert werden) fließt der kleine Fluss Nette und begrenzt die Landschaft z. T. nach Süden, zum Maifeld hin.

## Naturräumliche Gliederung
Die Pellenz gliedert sich wie folgt:
- (zu 291 - Mittelrheinisches Becken)
  - (zu 291.2 - Maifeld-Pellenzer Hügelland)
    - 291.22 Pellenz
    - 291.220 Pellenzvulkane (Osten)
      - Plaidt, Saffig , Kruft, Nickenich und Kretz

    - 291.221 Pellenzsenke (Westen)
      - Mendig, Kottenheim, Thür

    - 291.222 Pellenzhöhe (Ausläufer in den Süden)
      - Polch

## Geschichte
In der Pellenz wurden bei Ausgrabungen Siedlungsreste von vor über 300.000 Jahren, sowie keltische als auch römische Siedlungsreste und Gräberfelder gefunden. Touristisch interessant ist unter anderem Burg Wernerseck.
Das Gebiet gehörte ursprünglich zum Herrschaftsbereich der Pfalzgrafen. Später gaben diese es als Lehen an die Grafen von Virneburg. 1348 hatte der Graf von Virneburg einen Teil seiner Rechte an das Erzstift Trier abgeben müssen, sodass das Gericht Pellenz als Kondominium regiert wurde. Der Name Pellenz lässt sich herleiten aus dem lateinischen „palatia“ (Pfalz) oder „terra palatina“ (Pfalzgrafenlandschaft). Das Gebiet war in mehrere Gerichte (Pellenzgerichte) unterteilt. Hauptort eines dieser Gerichte (sogenannte große Pellenz mit 14 Pellenzdörfern) war Niedermendig. Hauptort der kleinen Pellenz war Münstermaifeld. Weitere Pellenzgerichte gab es am Bubenheimer Berg, an den drei Tonnen bei Lonnig und um Masburg.

## Wirtschaft
Die Pellenz ist geprägt von Landwirtschaft, dem Abbau von Bims und Lavasand im Tagebau und der damit zusammenhängenden Baustoffindustrie.